# 愛知県道406号東七根藤並線
愛知県道406号東七根藤並線（あいちけんどう406ごう ひがしななねふじなみせん）は、愛知県豊橋市内を通る一般県道である。

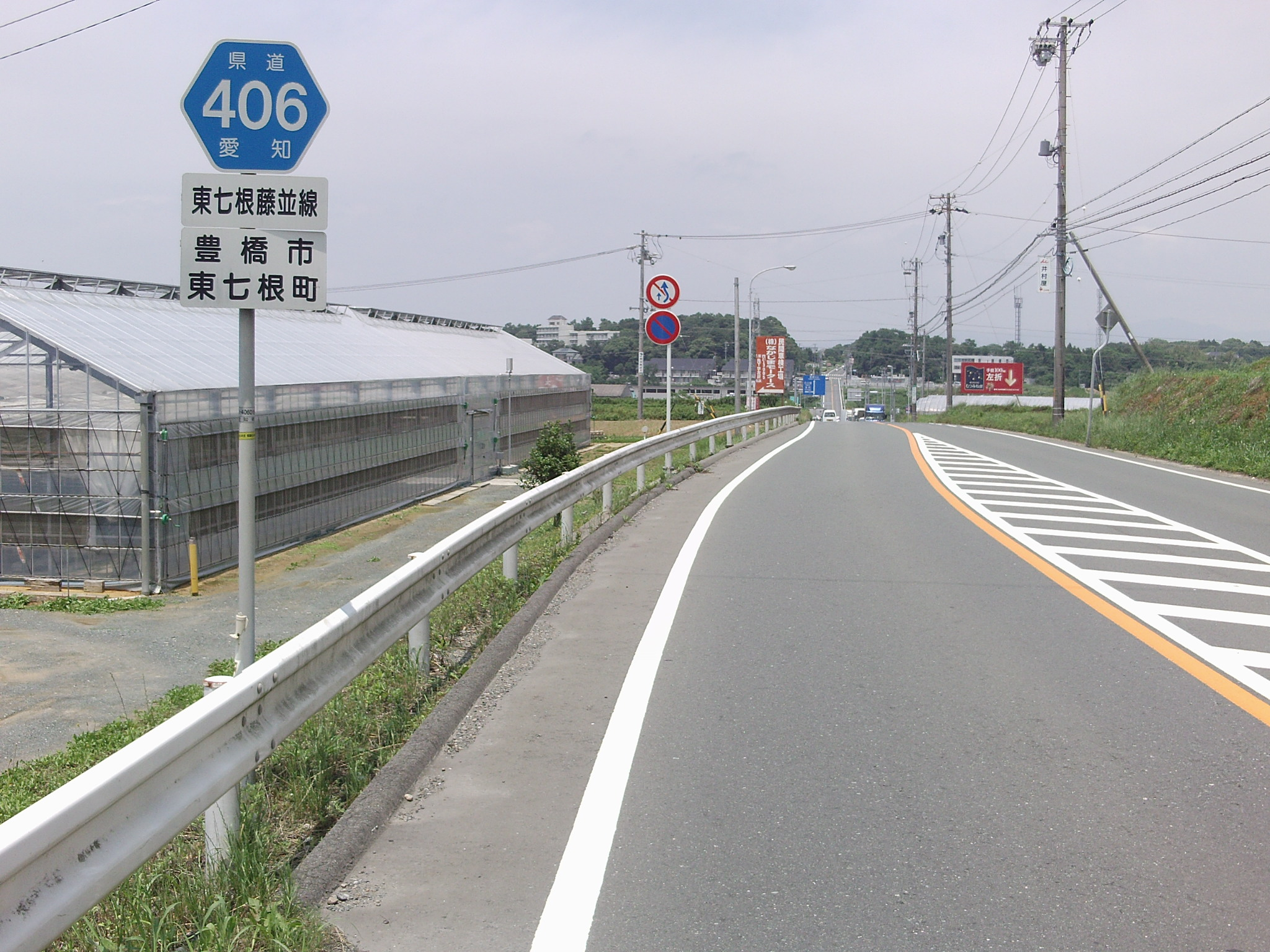
東七根町。東七根温室団地付近。七根インターチェンジの手前。

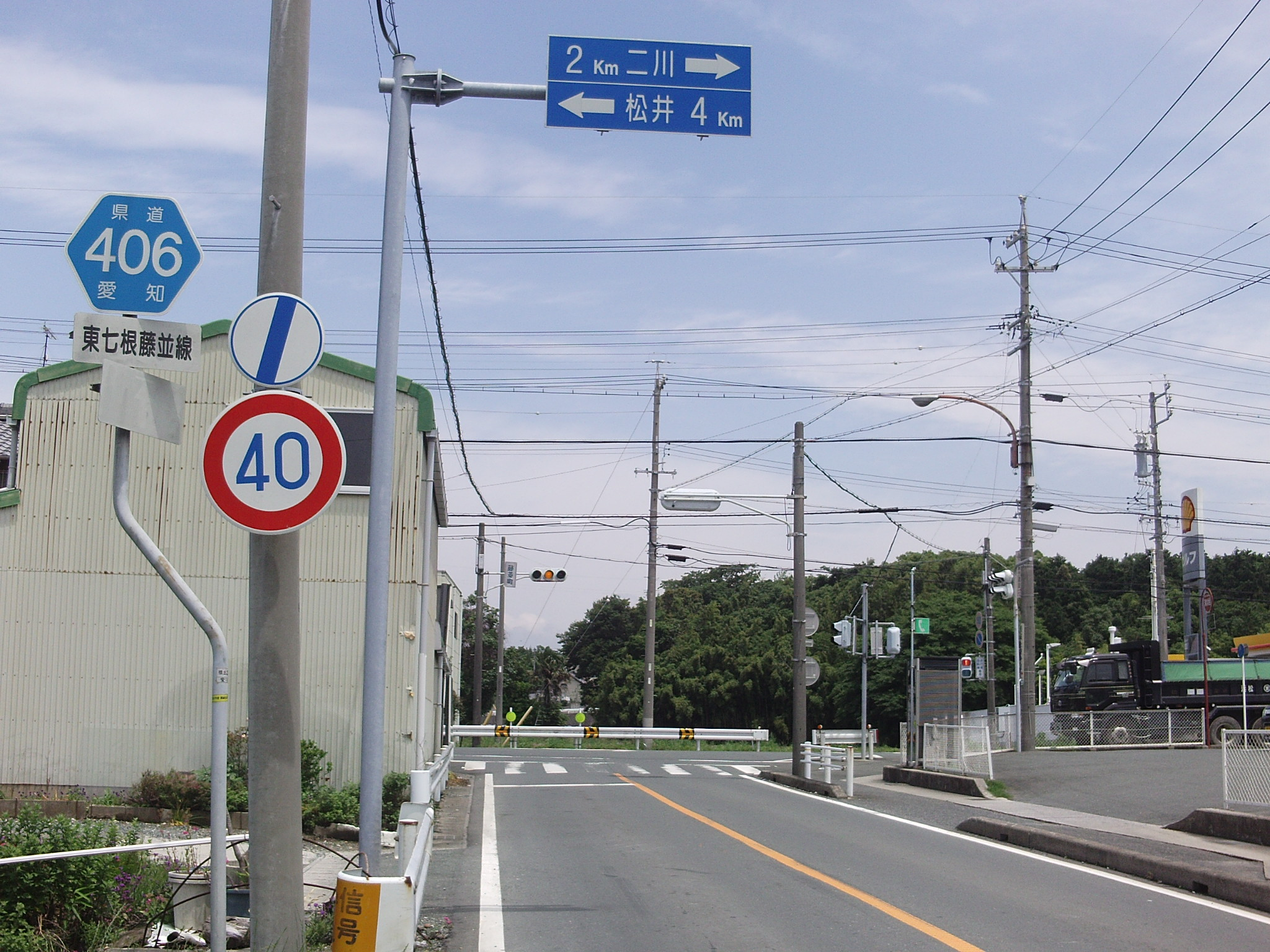
藤並町（終点）。愛知県道31号東三河環状線に接する。

## 概要

### 路線データ
- 起点：愛知県豊橋市東七根町（東七根交差点）（国道42号交点）
- 終点：愛知県豊橋市藤並町（藤並町交差点）
- 総延長：約5.7km

## 沿革
- 1959年12月15日：認定

## 接続する道路
- 国道42号（表浜街道）（東七根交差点）
- 国道23号（豊橋東バイパス）（七根インターチェンジ）
- 愛知県道405号小松原小池線（小松原街道）（一の沢交差点・天伯交差点間で重複）
- 愛知県道31号東三河環状線（藤並町交差点）

## 通過する自治体
- 愛知県
  - 豊橋市

## 沿線
- 豊橋技術科学大学